# Kamieniec (powiat Grodziski)
Kamieniec is een dorp in het Poolse woiwodschap Groot-Polen, in het district Grodziski (Groot-Polen). De plaats maakt deel uit van de gemeente Kamieniec en telt 1098 inwoners.